# سنت-آگات-ده-مون
سنت-آگات-ده-مون (به فرانسوی: Sainte-Agathe-des-Monts) شهرکی در منطقه شهری له لورانتید ناحیه لورانتید در استان کبک کانادا است. در سرشماری سال ۲۰۱۱ این شهرک ۹٬۱۴۱ نفر جمعیت داشته‌است و مساحت آن ۱۲۹٫۰۳ کیلومتر مربع است.